# 勾当台公園駅

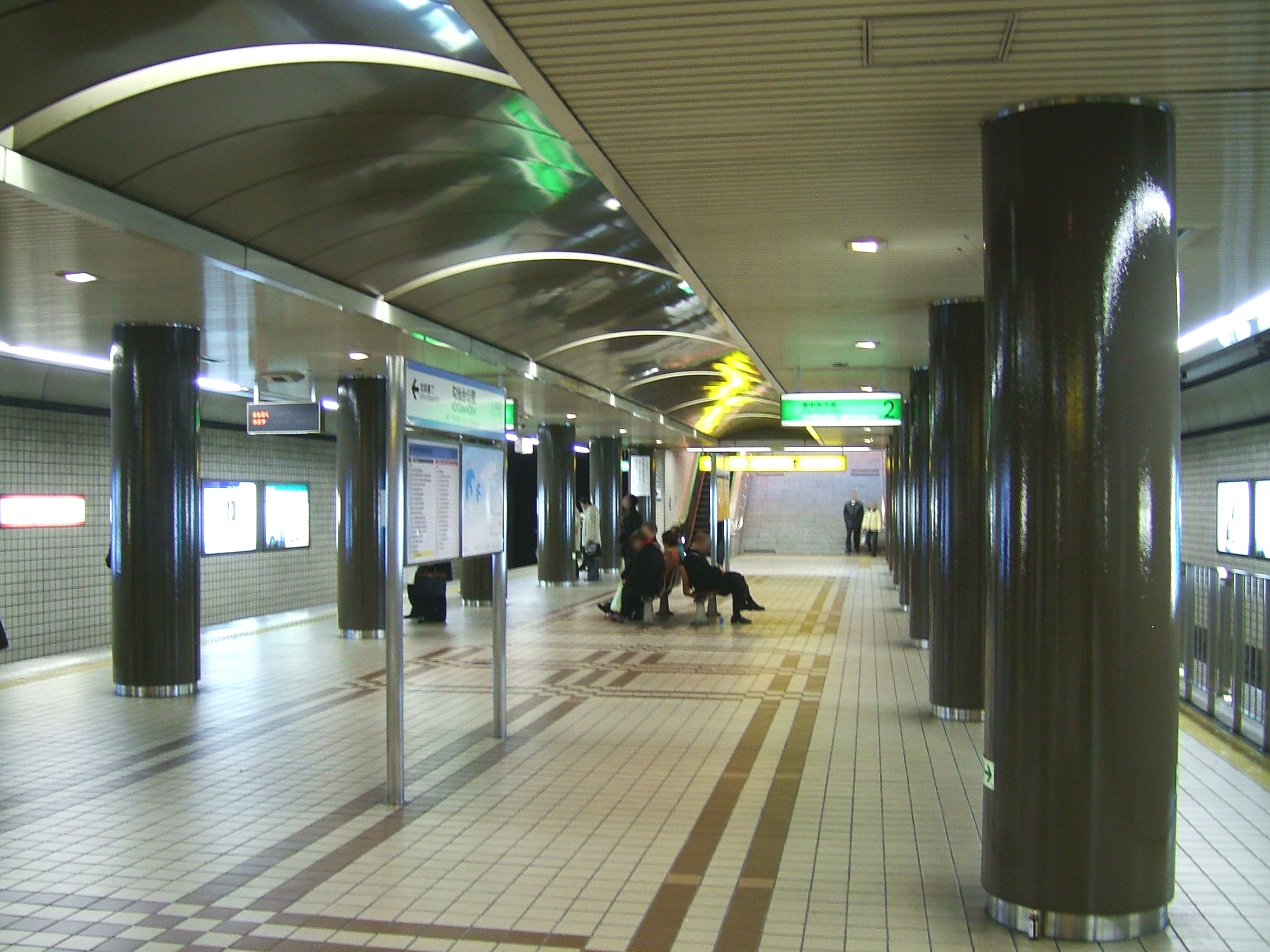
ホーム（2007年3月）

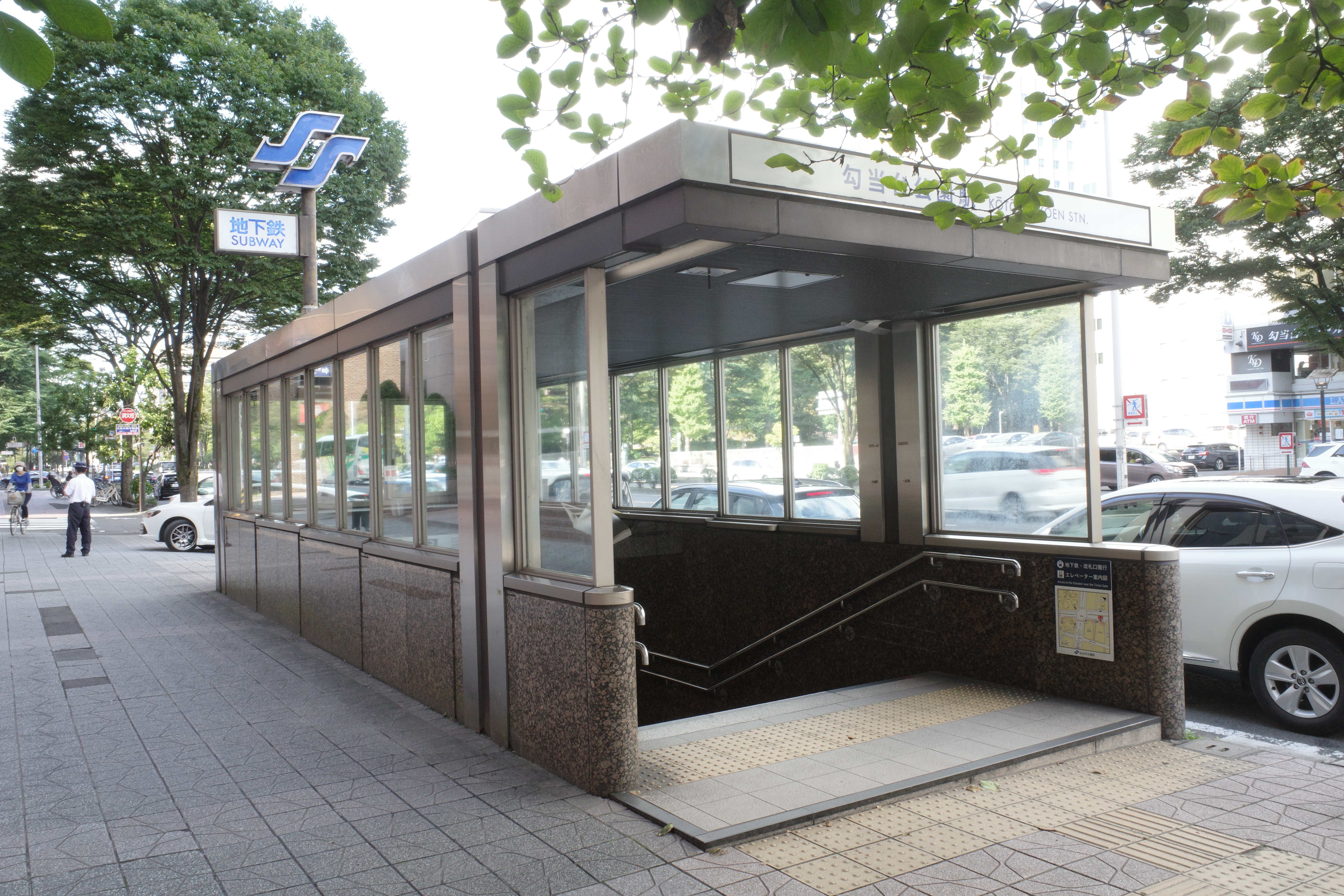
勾当台公園駅南3入口（2021年9月）

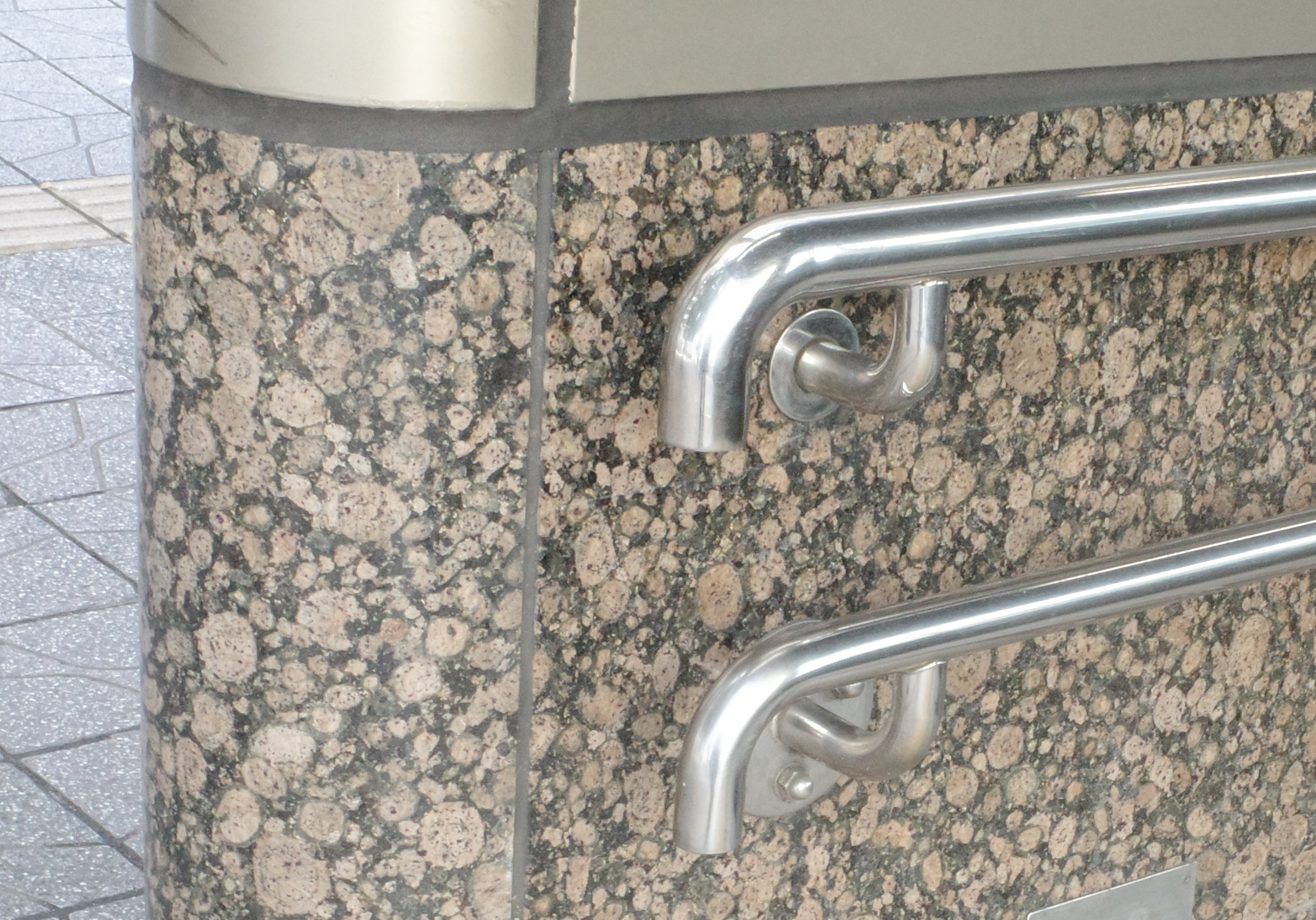
南3入口のラパキビ花崗岩の壁

勾当台公園駅（こうとうだいこうえんえき）は、宮城県仙台市青葉区本町三丁目にある、仙台市地下鉄南北線の駅。駅番号はN08。副駅名は「県庁 市役所前」、「久保田ホールディングス前」（後者は2028年3月31日まで）。

## 歴史
- 1987年（昭和62年）7月15日 - 開業[1]。
- 2009年（平成21年）12月20日 - 可動式ホーム柵の運用開始。
- 2014年（平成26年）12月6日 - IC乗車券・icsca導入[2]。
- 2015年（平成27年）
  - 2月27日 - 駅構内売店が閉店。
  - 7月29日 - ファミリーマート勾当台公園駅店がオープン[3][4]。
  - 12月6日 - 副駅名広告販売に伴う新副駅名使用開始。

## 駅構造
島式ホーム1面2線を有する地下駅であり、地下2階がコンコース、地下3階がホームとなっている。駅は東二番丁通の道路下、定禅寺通と交わる位置にあり、出入り口は、北1・2、公園1・2、南1〜4の計8か所ある。そのうち南1出口は、141ビル（三越定禅寺通館）との連絡通路となっている。南3と南4の入り口の壁には、フィンランド産のラパキビ花崗岩が用いられている。
地下鉄勾当台管区駅として、泉中央駅 - 当駅を管轄している。
のりば
| 1 | ■ 南北線 |  | 仙台・長町・富沢方面 |  |
| 2 | ■ 南北線 |  | 泉中央方面           |  |

## 利用状況
| 乗車人員推移 | 乗車人員推移     |
| 年度         | 一日平均乗車人員 |
| ------------ | ---------------- |
| 2002         | 15,518           |
| 2003         | 14,908           |
| 2004         | 14,835           |
| 2005         | 14,774           |
| 2006         | 14,606           |
| 2007         | 14,271           |
| 2008         | 13,771           |
| 2009         | 13,212           |
| 2010         | 13,000           |
| 2011         | 12,722           |
| 2012         | 13,724           |
| 2013         | 14,226           |
| 2014         | 14,380           |
| 2015         | 15,138           |
| 2016         | 16,375           |
| 2017         | 16,823           |
| 2018         | 16,857           |
| 2019         | 16,963           |
| 2020         | 13,541           |
| 2021         | 13,873           |
| 2022         | 15,077           |
| 2023         | 16,428           |

- 2023年度（令和5年度）
  - 1日平均乗車人数：16,428人[8]
  - 乗車人員数は、仙台市地下鉄の駅では仙台駅、泉中央駅に次ぐ第3位。

一日平均乗車人員（単位：人/日）

## 駅周辺

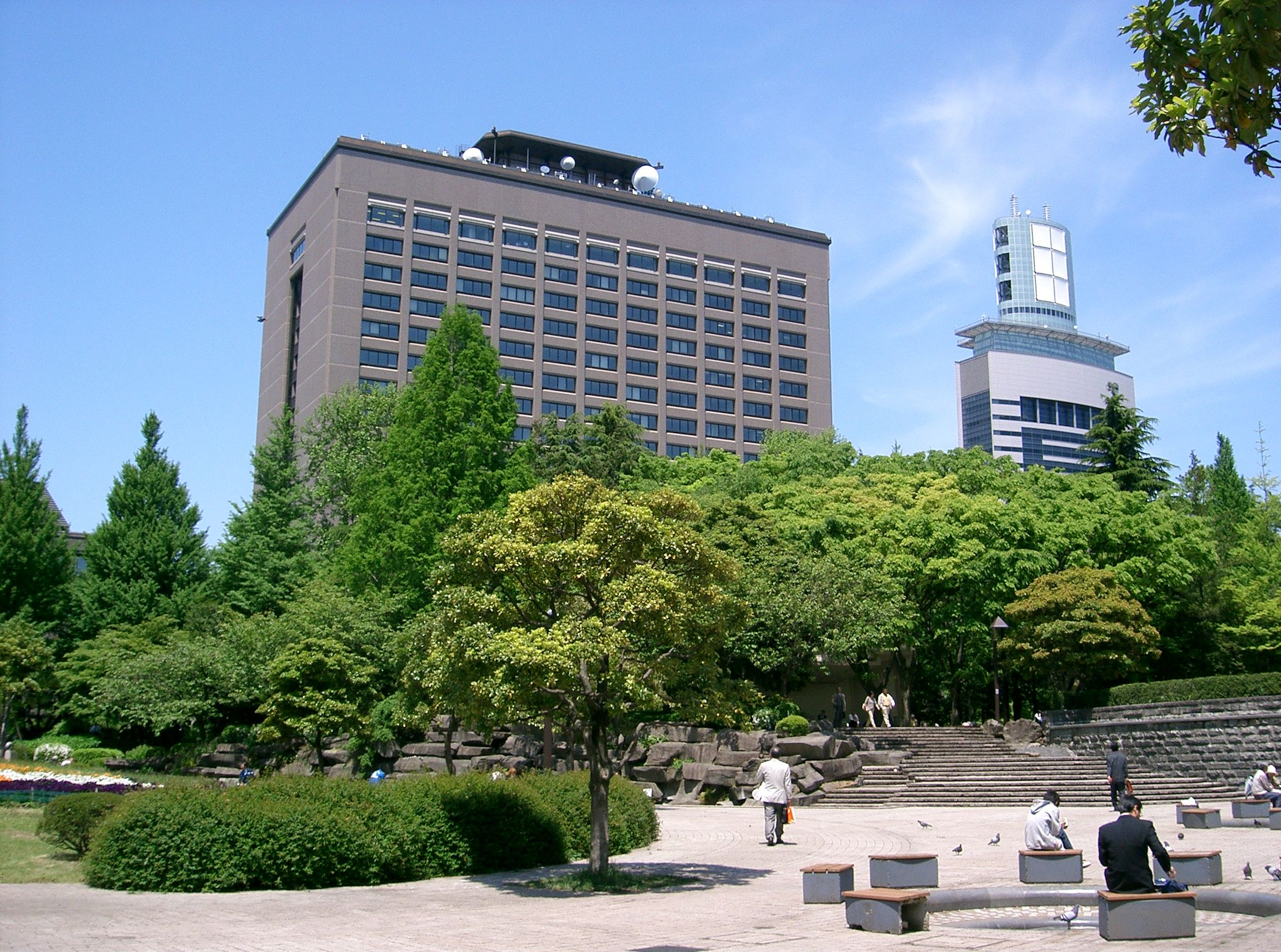
勾当台公園と宮城県庁（2007年5月）

北側は、江戸時代には、仙台藩の藩校「養賢堂」が立地し、明治時代の廃藩置県後から明倫養賢堂の建物は県庁に転用された。以後、次第に行政機関とその関連団体や行政関連企業が集中する地区になっていくことになる。現在は、公共事業関連の企業の集積が見られる。
定禅寺通の南には、繁華街である一番町があり、仙台三越本館と同定禅寺通館に各々駅の出入口がある。徒歩圏には、歓楽街の国分町、東京エレクトロンホール宮城、せんだいメディアテーク（仙台市民図書館）がある。
定禅寺通と東二番丁通の交差点からは、南に国道48号と国道286号、東に国道45号、北に宮城県道22号仙台泉線が通じる。

### 主な公共施設
- 宮城県庁
  - 宮城県庁内郵便局
  - 七十七銀行県庁支店
- 仙台市役所
  - 七十七銀行仙台市役所支店
- 仙台市青葉区役所
- 仙台第一合同庁舎
  - 仙台合同庁舎内郵便局
- 仙台第二合同庁舎
  - 東北総合通信局
- 仙台第三法務合同庁舎
  - 仙台法務局

### その他主要施設
- ドコモ東北ビル
- JAビル宮城
  - 農林中央金庫仙台支店
  - 仙台農業協同組合上杉支店
- NHK仙台放送会館
- 花座
- みやぎ生協 錦町店

### バス乗り場

#### 仙台市営バス
県庁市役所前
バス停名は「県庁市役所前（青葉区役所前）」で、車内放送では「県庁市役所青葉区役所前」と案内する。
- 1番乗り場
  - [800]山手町経由 桜ケ丘七丁目
  - [821]北山トンネル・中山・泉ビレジ経由 住吉台・根白石
  - [815]山手町・中山経由 北中山・西中山
  - [825]北山トンネル・中山経由 北中山・西中山
  - [X817]山手町・中山・川平団地経由 西勝山・実沢営業所
  - [900]北仙台経由 桜ケ丘七丁目
  - [901]北仙台・桜ケ丘六丁目経由 宮城学院
  - [902]北仙台・桜ケ丘五丁目・川平団地経由 桜ケ丘・北中山・実沢営業所
  - [904]北仙台・川平小学校入口経由 長命ケ丘
  - [923]北山トンネル・川平団地経由 長命ケ丘
  - [905]北仙台・川平団地経由 北中山・西中山
  - [925]北山トンネル・川平団地経由 北中山・西中山
  - [926]北山トンネル・川平団地経由 北中山二丁目・実沢営業所
  - [810]山手町・中山・聖和短大経由 泉ビレジ
  - [910]北仙台・中山・聖和短大経由 泉ビレジ
  - [X910]北仙台・中山・聖和短大経由 実沢営業所
  - [911]北仙台・中山経由 聖和短大・実沢営業所
  - [917]地下鉄北仙台駅・中山経由 西勝山
  - [X917]地下鉄北仙台駅・中山・川平団地経由 西勝山・実沢営業所
  - [918]地下鉄北仙台駅経由 青陵校・貝ケ森一丁目

- 2番乗り場
  - [110]中江・二の森経由 東仙台営業所
  - [120]ガス局経由 鶴ケ谷七丁目
  - [X120]ガス局経由 東仙台営業所
  - [A120]ガス局経由 鶴ケ谷七丁目・旭ケ丘駅
  - [130]高松・安養寺二丁目
  - [X130]高松・安養寺二丁目・東仙台営業所
  - [D130]高松・安養寺二丁目・台原駅
  - [135]幸町一丁目経由 安養寺二丁目・台原駅
  - [140]南光台入口経由 旭ケ丘駅

- 3番乗り場
  - [159]台原駅・宮町経由 瞑想の松循環
  - [160]黒松二丁目・八乙女駅
  - [161]虹の丘団地入口経由 八乙女駅
  - [213][830]東北大学病院経由 交通公園・川内営業所
  - [839]交通公園循環
  - [840]東北大学病院・愛子・熊ケ根駅経由 作並温泉
  - [843]東北大学病院・愛子経由 熊ケ根関
  - [X840]東北大学病院・愛子経由 白沢車庫
  - [844]大学病院・愛子・宇治沢経由 定義
  - [845]大学病院・愛子・大倉ふるさとセンター経由 定義
  - [850]東北大学病院経由 みやぎ台・大國神社
  - [855]東北大学病院経由 赤坂・畑前北
  - [856]東北大学病院経由 赤坂三丁目
  - [860]東北大学病院経由 折立・西花苑
  - [861]東北大学病院・葛岡駅前（お盆・お彼岸期間除く）経由 折立・西花苑
  - [866]東北大学病院・折立経由 茂庭台・生出橋
  - [990]輪王寺経由 子平町
  - [999]輪王寺経由 北山→子平町循環
  - [K210]-[K610]交通局東北大学病院

- 4番乗り場
  - [S110]-[S999]仙台駅

定禅寺通市役所前
- 1番乗り場 
  - [308]卸町二丁目経由 志波町・霞の目営業所
  - [355]連坊経由 薬師堂駅
  - [411]荒町・若林区役所経由 薬師堂駅
  - [412]荒町・若林区役所経由 大和町・霞の目営業所
  - [415]荒町・若林区役所経由 遠見塚・霞の目
  - [417]荒町・若林区役所経由 古城三丁目・霞の目営業所

- 2番乗り場 
  - [500]若林小学校経由 井土浜・中野
  - [506]若林小学校経由 六郷小学校
  - [512]長屋敷 経由 三本塚・藤田・荒井駅
  - [516]若林小学校経由 三本塚・藤田・荒井駅
  - [535]若林小学校経由 沖野
  - [540]若林小・上飯田・日辺経由 今泉神社・東高校入口
  - [545]若林小・上飯田・経由 竹野花
  - [560]若林小学校経由 薬師堂駅

- 3番乗り場
  - [200]原町・宮城野区役所・福田町経由 蒲生(６号公園住宅)、中野新町
  - [205]原町・宮城野区役所・福田町経由 高砂市営住宅西
  - [210]原町・宮城野区役所・東仙台経由 岩切駅
  - [211]原町・宮城野区役所・東仙台経由 岩切分台二丁目
  - [215]原町・宮城野区役所・平成経由 新田二丁目東
  - [X230]花京院・国立病院経由 小鶴新田駅・東仙台営業所
  - [X233]花京院・国立病院・卸町会館経由 小鶴新田駅・東仙台営業所
  - [230]花京院・国立病院経由 小鶴新田駅
  - [233]花京院・国立病院・卸町会館経由 小鶴新田駅

- 4番乗り場 
  - [610]愛宕大橋経由 野草園
  - [X610]愛宕大橋経由 東北工大長町キャンパス・長町営業所
  - [601]愛宕大橋経由 八木山動物公園駅
  - [701]霊屋橋経由 八木山動物公園駅
  - [704]霊屋橋経由 緑ケ丘三丁目
  - [706]霊屋橋経由 八木山南・西高校

- るーぷる仙台専用乗り場
  - 広瀬通駅、仙台駅前方面

- 7番乗り場 
  - [J200]-[J706]交通局東北大学病院

#### 宮城交通バス
バス停名は「県庁市役所前」で、北仙台・宮城学院・八乙女方面バスの他、長町方面行は当駅始発のバスが数多く設定されている。
- 宮城県庁側バス停
  - （ひより台・太白団地経由）山田自由ヶ丘、日本平、（羽黒台経由）仙台南ニュータウン、ライフタウン名取、茂庭台団地、特急（西道路経由）秋保温泉、（長町経由）秋保温泉、秋保大滝、八木山南団地、尚絅学院大学、ゆりが丘、飯田団地、富田、（八木山動物公園経由）長町駅、（夢メッセみやぎ経由）仙台港フェリーターミナル、高砂駅前、仙台駅前

- 仙台市役所側バス停
  - （東勝山団地、三島学園経由）虹の丘団地、（虹の丘団地・みずほ台経由）八乙女駅・泉中央駅 、（虹の丘団地入口経由）泉中央駅、向陽台団地、（東向陽台団地経由）明石台団地、（永和台経由）松森団地、（運転免許センター経由）松陵ニュータウン、鶴が丘ニュータウン、東北学院大学泉キャンパス、新富谷ガーデンシティ、将監団地、泉パークタウン、宮城学院、（宮城学院経由）宮城大学、（泉ヶ丘・鷹乃杜経由）南富谷サニータウン、（泉ヶ丘・パルタウン大富・ハーモニータウン富吉台経由）富谷営業所、（黒松団地経由）八乙女駅、川内亀岡

#### 高速バスのりば
- 宮城県庁側バス停
  - 山形、上山、石巻、気仙沼、（志津川経由）気仙沼、大船渡、（村田経由）遠刈田、川崎、登米

- 仙台市役所側バス停
  - 古川、金成

## 駅名について
- 開業前の仮称は、「勾当台」であった。

## 隣の駅
仙台市地下鉄
■南北線
北四番丁駅 (N07) - 勾当台公園駅 (N08) - 広瀬通駅 (N09)